# Epimedium stearnii
Epimedium stearnii är en berberisväxtart som beskrevs av Ogisu och Rix. Epimedium stearnii ingår i släktet sockblommor, och familjen berberisväxter. Inga underarter finns listade i Catalogue of Life.